# Jan Czaja
Jan Czaja (ur. 25 lutego 1945 w Sztombergach) – polski prawnik, nauczyciel akademicki i polityk, profesor nauk społecznych, poseł na Sejm X kadencji.

## Życiorys
Ukończył w 1968 studia prawnicze na Wydziale Prawa i Administracji Uniwersytetu Warszawskiego. Na tej uczelni w 1977 uzyskał stopień naukowy doktora nauk humanistycznych, a w 2001 uzyskał habilitację w zakresie nauk humanistycznych. W 2015 prezydent RP nadał mu tytuł profesora nauk społecznych.
Od 1968 do 1972 zajmował stanowisko zastępcy kierownika Wydziału w Urzędzie Dzielnicowym Warszawa-Wola. W latach 1977–1993 był pracownikiem naukowym Polskiego Instytutu Spraw Międzynarodowych.
W latach 1989–1991 sprawował mandat posła na Sejm kontraktowy z listy Zjednoczonego Stronnictwa Ludowego, wybranego w okręgu toruńskim. W trakcie kadencji sprawował funkcję zastępcy przewodniczącego Komisji Spraw Zagranicznych. Bez powodzenia kandydował w kolejnych wyborach parlamentarnych. Został następnie działaczem  Polskiego Stronnictwa Ludowego. Od 15 lutego 1995 do 31 grudnia 1996 pełnił funkcję podsekretarza stanu w Ministerstwie Współpracy Gospodarczej z Zagranicą.
Po zakończeniu pracy w administracji wrócił do pracy naukowej, wykładał w piotrkowskiej filii Akademii Świętokrzyskiej. Zajmował stanowisko profesora nadzwyczajnego w Instytucie Bezpieczeństwa Narodowego Akademii Obrony Narodowej w Warszawie.

## Odznaczenia
- Krzyż Kawalerski Orderu Odrodzenia Polski (1988)
- Srebrny Krzyż Zasługi
- Medal 40-lecia Polski Ludowej[2]